# Les Agudes
Les Agudes es una montaña de 1706 metros de altitud que forma parte del macizo del Montseny. Se encuentra en los municipios españoles de Arbucias, Fogás de Monclús y Montseny, entre las provincias de Barcelona y Gerona, en la comunidad autónoma de Cataluña.
Se accede desde el sur, por la pista forestal que sube al Turó de l'Home atravesando el puerto de montaña coll Sesbasses y siguiendo el sendero que directamente lleva a la cima de les Agudes.
El 3 de julio de 1970 tuvo lugar el accidente del Vuelo 1903 de Dan Air.